# Медичний коледж Гоа
15°27′47″ пн. ш. 73°51′28″ сх. д. / 15.46305556° пн. ш. 73.85777778° сх. д.
Гоаський медичний коледж (ГМК) - державний медичний коледж та лікарня в Гоа, Індія, один з найстаріших медичних коледжів в Азії, підрозділ Університету Гоа.

## Історія

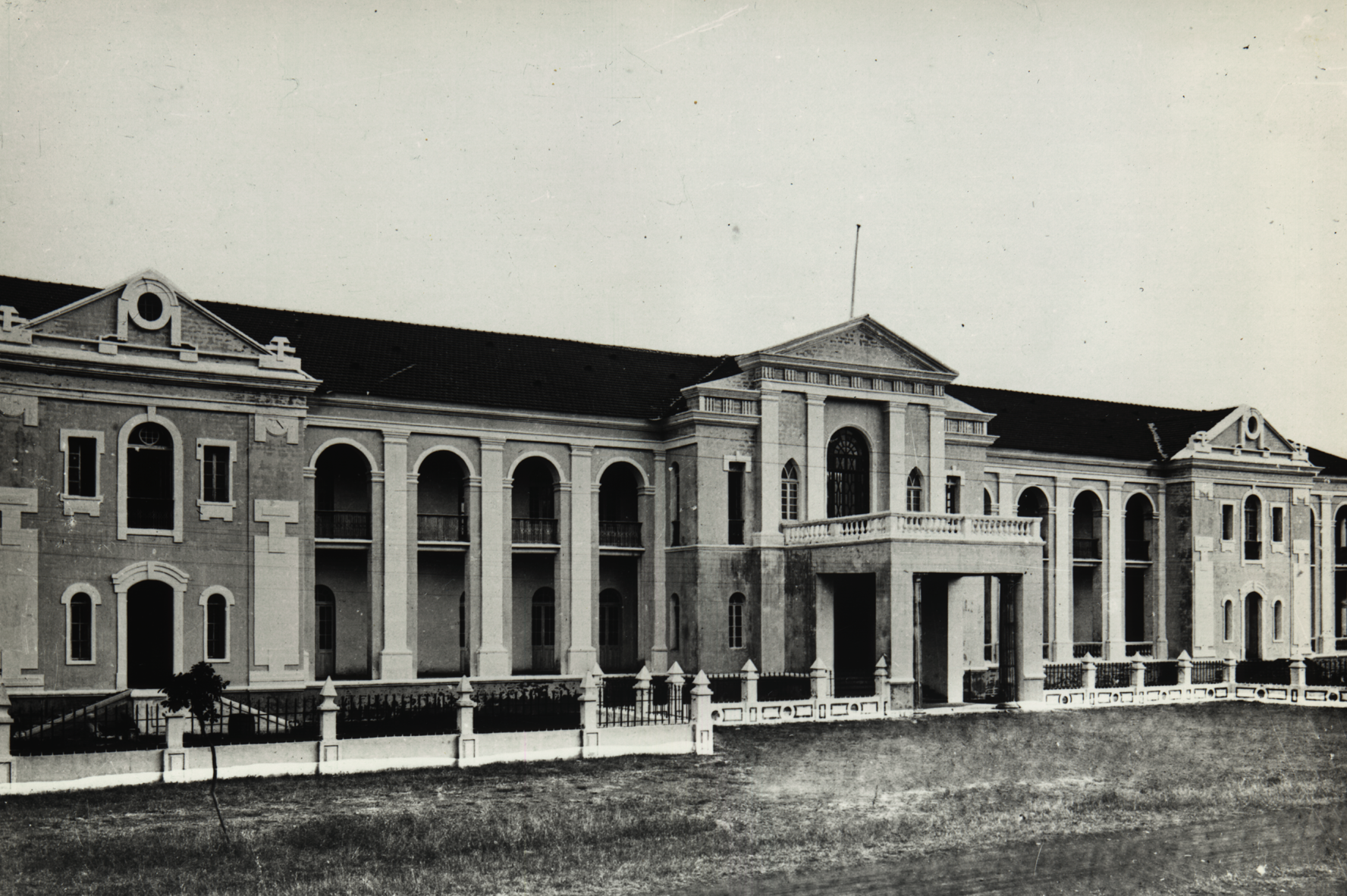
Будівля GMC в Гоа.

З останніх десятиліть шістнадцятого століття Гоа був відомий як "кладовище португальців", за виразом віце-короля Франциско де Тавора, 1-го графа Алвора. Нездоровість Старого міста супроводжувалось відсутністю гігієни та медичної допомоги. До цього часу лікарі в Гоа були рідкістю.
Курс медичної освіти в Гоа розпочався в 1691 р.  коли "головний фізик"   Маноель Руаз де Соуза започаткував "Клас медицини Нова Гоа ", виходячи з прохання віце-короля Індії Родріго да Коста  діє з перервами у вісімнадцятому столітті;  у 1801 р. Португальська корона вирішила створити "Клас медицини та хірургії" під опікою головного фізика Антоніо Хосе де Міранди і Альмейди . Цей курс працював до 1815 року, коли лікар покинув Гоа.  
5 листопада 1842 р. "Медико-хірургічна школа Гоа" отримала остаточний старт. Заклад продовжував функціонувати навіть після 11 грудня 1851 р.  коли завдяки міністерському звіту та додатковому указу колоніальний уряд ліквідував деякі медичні школи.  Було створено близько 1327 лікарів та 469 фармацевтів.     
Коли військова анексія Гоа, здійснена Індією в 1961 році, Школа перебувала під управлінням Університету Мумбаї .
У 1986 році він став підпорядкуванням Університету Гоа.
Спочатку він знаходився в Панджімі  і був перенесений в Альто-Бамболім в 1993 році.

## Організація
Інститут психіатрії та поведінки людей (Бамболім), лікарня для лікування туберкульозу Кунья та грудей (Сент-Інес), Сільський центр охорони здоров'я та підготовки (Мандур) та Міський центр охорони здоров'я (Сен-Крус) є частиною Організації.
Медичний коледж Гоа (GMC) та Стоматологічний коледж Гоа розташовані один навпроти одного на шосе, що з'єднує столицю Гоа Панджиму з комерційною столицею Маргао . Для сполучення обох інститутів побудовано пішохідне метро.
У відділі профілактичної та соціальної медицини стажери MBBS також розміщуються в Центрі охорони здоров'я громади Санхле на 15 днів разом із молодшими жителями цього ж відділу.
Нині виконуючим обов'язки декана Медичного коледжу Гоа є доктор С.М. Бандеркар, хірург-ортопед.

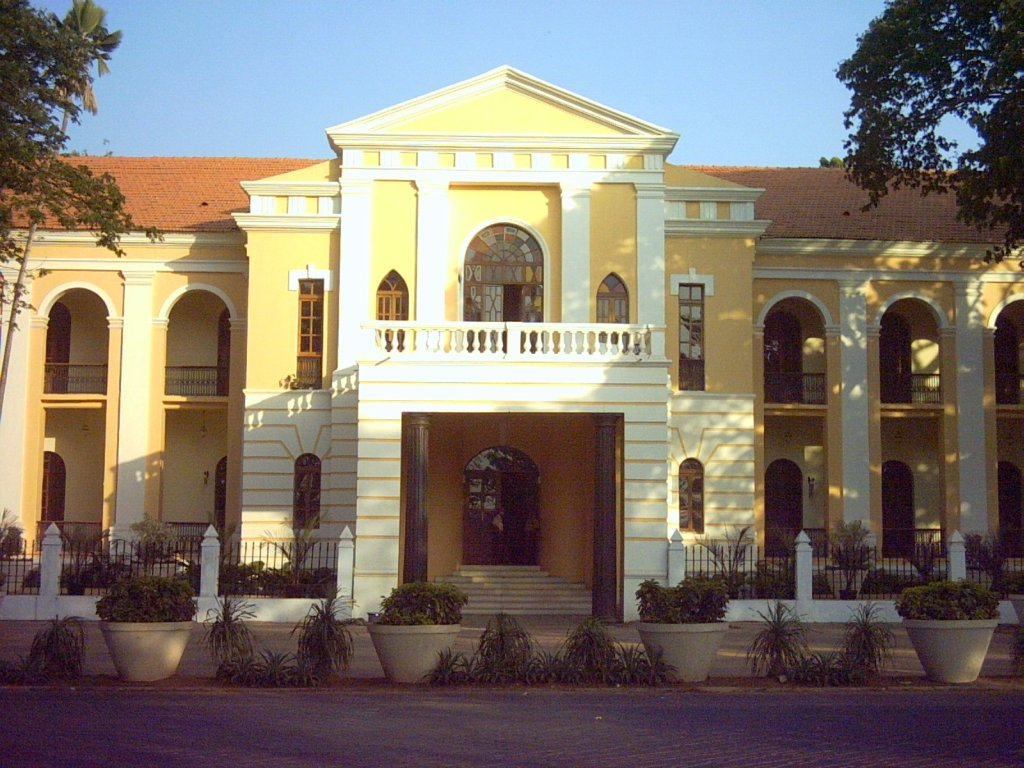
Колишня будівля зараз використовується як офіс для Товариства розваг Гоа (ESG).

## Прийом
180 MBBS та 60 парамедичних місць, заповнених NEET UG

### Аспірантура
Він має 86 місць для курсів ПГ, в яких 50% - це загальноіндійська квота.